# 鲁仁杰
鲁仁杰，明朝人，是一名明朝政治人物。
鲁仁杰曾于洪武年间(1368～1398年)接替胡祯任建宁府知府一职，洪武二十六年(1393年)由施仁接任。